# Biełojarskij (obwód swierdłowski)
Biełojarskij – osiedle typu miejskiego w Rosji, w obwodzie swierdłowskim. W 2010 roku liczyło 12 615 mieszkańców.